# 91 (szám)
A 91 (római számmal: XCI) a 90 és 92 között található természetes szám.

## A szám a matematikában
A tízes számrendszerbeli 91-es a kettes számrendszerben 1011011, a nyolcas számrendszerben 133, a tizenhatos számrendszerben 5B alakban írható fel.
A 91 páratlan szám, összetett szám, azon belül félprím, kanonikus alakban a 71 · 131 szorzattal, normálalakban a 9,1 · 101 szorzattal írható fel. Négy osztója van a természetes számok halmazán, ezek növekvő sorrendben: 1, 7, 13 és 91.
Háromszögszám. Középpontos kilencszögszám. Középpontos köbszám. Négyzetes piramisszám. Hatszögszám, középpontos hatszögszám.
A 91 kilenc szám valódiosztóösszeg-függvényeként áll elő, ezek az 581, 869, 1241, 1349, 1541, 1769, 1829, 1961 és a 2021.
Erősen érinthető szám: minden nála kisebb számnál többször áll elő számok valódiosztóösszeg-függvényeként.
A 91 négyzete 8281, köbe 753 571, négyzetgyöke 9,53939, köbgyöke 4,49794, reciproka 0,010989. A 91 egység sugarú kör kerülete 571,76986 egység, területe 26 015,52876 területegység; a 91 egység sugarú gömb térfogata 3 156 550,823 térfogategység.
A 91 helyen az Euler-függvény helyettesítési értéke 72, a Möbius-függvényé 1, a Mertens-függvényé −1.

## A szám mint sorszám, jelzés
A periódusos rendszer 91. eleme a protaktínium.